# Antonina Krivoshapka
Antonina Vladimirovna Krivoshapka (en russe : Антонина Владимировна Кривошапка, Antonina Vladimirovna Krivochapka, née le 21 juillet 1987 à Rostov-sur-le-Don) est une athlète russe, spécialiste du 400 mètres.

## Biographie
Elle se distingue durant l'année 2003 en remportant la médaille d'argent du 400 m lors des Championnats du monde jeunesse, compétition internationale mettant aux prises les meilleurs athlètes de moins de dix-huit ans.
Elle signe son premier succès lors d'une compétition internationale majeure en début de saison 2009 à l'occasion des Championnats d'Europe en salle de Turin. Elle remporte tout d'abord la finale du 400 mètres dans le temps de 51 s 18 devant l'Ukrainienne Nataliya Pyhyda, puis devient championne d'Europe en salle du relais 4 × 400 mètres aux côtés de Natalya Antyukh, Darya Safonova et Yelena Voynova. Auteur de 49 s 29, le 23 juillet lors des Championnats de Russie de Tcheboksary, nouveau record personnel sur le tour de piste, Antonina Krivoshapka monte sur la troisième marche du podium des championnats du monde de Berlin, début août, où elle finit en 49 s 71 d'une course remportée par l'Américaine Sanya Richards. Alignée par ailleurs sur 4 × 400 m, elle remporte une nouvelle médaille de bronze avec Anastasiya Kapachinskaya, Tatiana Firova et Lyudmila Litvinova.
En début de saison 2010, Antonina Krivoshapka est victime d'un accident lors d'un stage d'entrainement en salle. Effectuant des séries de sprint, elle se blesse après avoir percuté un jeune enfant traversant la piste. Elle décide de faire l'impasse sur les Championnats de Russie en salle et sur les Championnats du monde en salle de Doha. De retour à la compétition en mai, la Russe remporte deux médailles lors des Championnats d'Europe se déroulant au mois d'août à Barcelone. Troisième du 400 mètres derrière Tatyana Firova et Kseniya Ustalova, elle s'adjuge le titre continental du relais 4 × 400 mètres en compagnie de ses deux compatriotes et de Anastasiya Kapachinskaya. L'équipe de Russie, qui établit la meilleure performance mondiale de l'année en 3 min 21 s 26, devance l'Allemagne et le Royaume-Uni.
Créditée d'un temps inférieur à 50 secondes (49 s 92) à Tcheboksary peu avant les Championnats du monde 2011 de Daegu, la Russe se classe cinquième du 400 m en 50 s 66, et remporte en fin de compétition la médaille de bronze du relais 4 × 400 m, associée à Natalya Antyukh, Lyudmila Litvinova et Anastasiya Kapachinskaya.
En juillet 2012, Antonina Krivoshapka remporte le 400 m des Championnats de Russie en 49 s 16, signant un nouveau record personnel ainsi la meilleure performance mondiale de l'année que détenait l'Américaine Sanya Richards-Ross en 49 s 28.
Lors des Jeux de Londres, elle signe le meilleur temps en demi-finale en 49 s 81 mais ne parvient pas à monter sur le podium en finale alors qu'elle est première après 300 m de course. Elle finit alors 6e. Dans le relais 4 × 400 m, elle obtient la médaille d'argent en compagnie de Yuliya Gushchina, Tatyana Firova et Natalya Antyukh derrière les États-Unis.
Aux Championnats du monde à Moscou, elle va décrocher la médaille de bronze sur 400 m en 49 s 78 derrière la Britannique Christine Ohuruogu et la Botswanaise Amantle Montsho. Sur 4 × 400 m, dans un stade Loujniki en fusion, en compagnie de Gushchina, Firova et Kseniya Ryzhova, Krivoshapka dernière relayeuse résiste à l'Américaine Francena McCorory pour remporter la médaille d'or en 3 min 20 s 19 devant les États-Unis (3 min 20 s 41) et le Royaume-Uni (3 min 22 s 61).
Elle participe aux Jeux mondiaux militaires en octobre 2015, soit trois mois après la naissance de sa première fille. Sur 400 m, elle réalise 53 s 03. Avec le relais 4 x 400 m, elle remporte le titre.

### Dopage
Le 1er février, Antonina Krivoschapka est disqualifiée des Jeux olympiques de Londres 2012 pour dopage. Elle et ses coéquipières sont déchues de leur médaille d'argent. Sa suspension durera 2 ans, du 7 septembre 2016 au 7 septembre 2018. En avril 2017, elle est également disqualifiée pour ses médailles obtenues lors des championnats du monde de 2013 à Moscou.

## Palmarès
| Date | Compétition                          | Lieu       | Résultat | Épreuve   | Temps         |
| ---- | ------------------------------------ | ---------- | -------- | --------- | ------------- |
| 2003 | Championnats du monde jeunesse       | Sherbrooke | 2e       | 400 m     | 53 s 54       |
| 2003 | Championnats du monde jeunesse       | Sherbrooke | 3e       | r. medley | 2 min 07 s 52 |
| 2003 | Fest. olympique de la jeunesse euro. | Paris      | 1re      | 400 m     | 53 s 37       |
| 2009 | Championnats d'Europe en salle       | Turin      | 1re      | 400 m     | 51 s 18       |
| 2009 | Championnats d'Europe en salle       | Turin      | 1re      | 4 × 400 m | 3 min 29 s 12 |
| 2009 | Championnats du monde                | Berlin     | 3e       | 400 m     | 49 s 71       |
| 2009 | Championnats du monde                | Berlin     | —        | 4 × 400 m | DQ            |
| 2010 | Championnats d'Europe                | Barcelone  | 2e       | 400 m     | 50 s 10       |
| 2010 | Championnats d'Europe                | Barcelone  | —        | 4 × 400 m | DQ            |
| 2010 | Coupe continentale                   | Split      | 2e       | 4 × 400 m | 3 min 26 s 58 |
| 2011 | Championnats du monde                | Daegu      | 5e       | 400 m     | 50 s 66       |
| 2011 | Championnats du monde                | Daegu      | —        | 4 × 400 m | DQ            |
| 2012 | Jeux olympiques                      | Londres    | —        | 400 m     | DQ            |
| 2012 | Jeux olympiques                      | Londres    | —        | 4 × 400 m | DQ            |
| 2013 | Championnats du monde                | Moscou     | —        | 400 m     | DQ            |
| 2013 | Championnats du monde                | Moscou     | —        | 4 × 400 m | DQ            |
| 2015 | Jeux mondiaux militaires             | Mungyeong  | 1re      | 4 x 400 m | 3 min 28 s 75 |

## Records
| Épreuve | Épreuve   | Temps   | Date            | Lieu        |
| ------- | --------- | ------- | --------------- | ----------- |
| 400 m   | Plein air | 49 s 16 | 5 juillet 2012  | Tcheboksary |
| 400 m   | Salle     | 50 s 55 | 15 février 2009 | Moscou      |